# Пирамида Яхмоса I

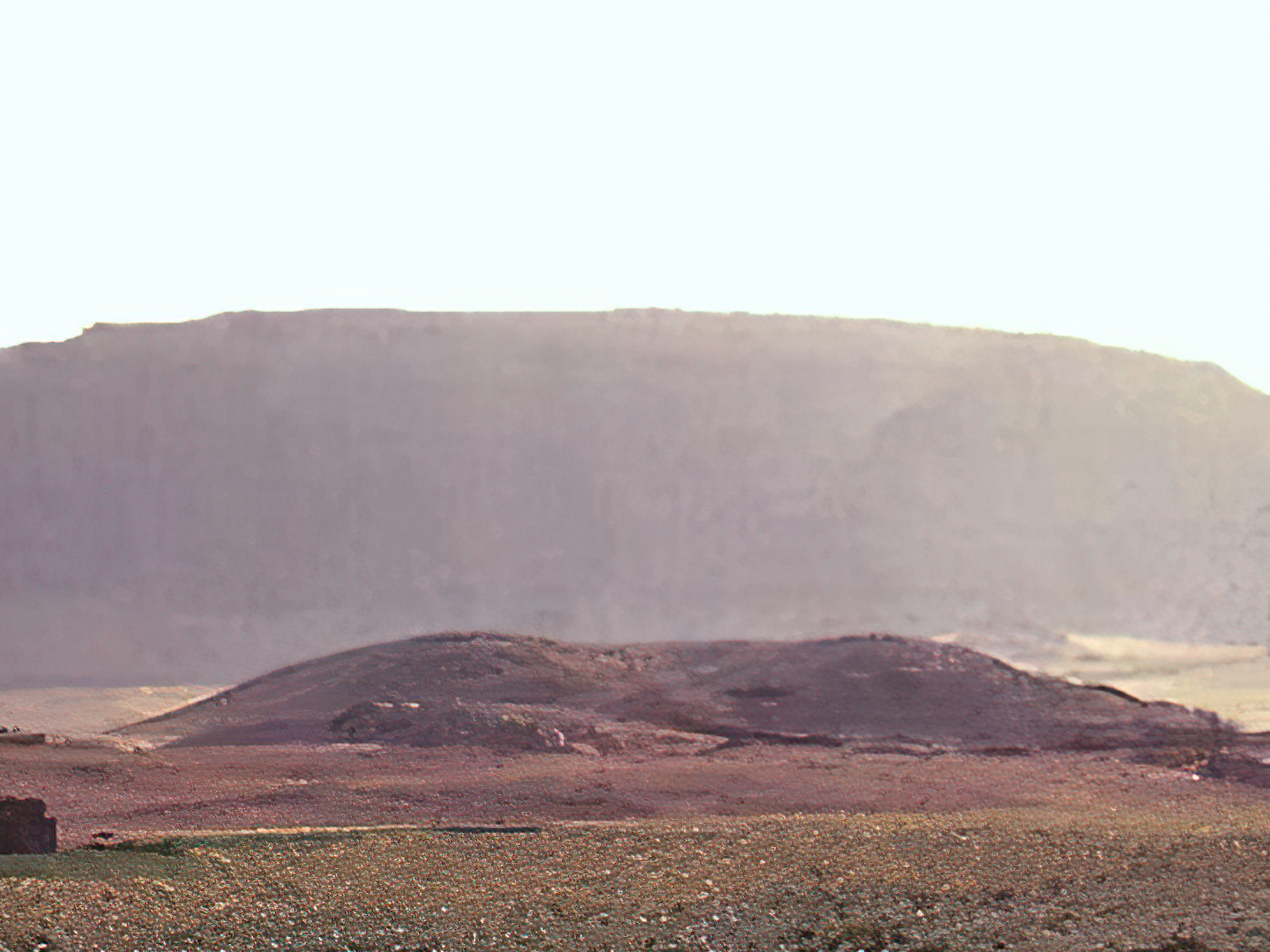
Пирамида Яхмоса I в Абидосе.

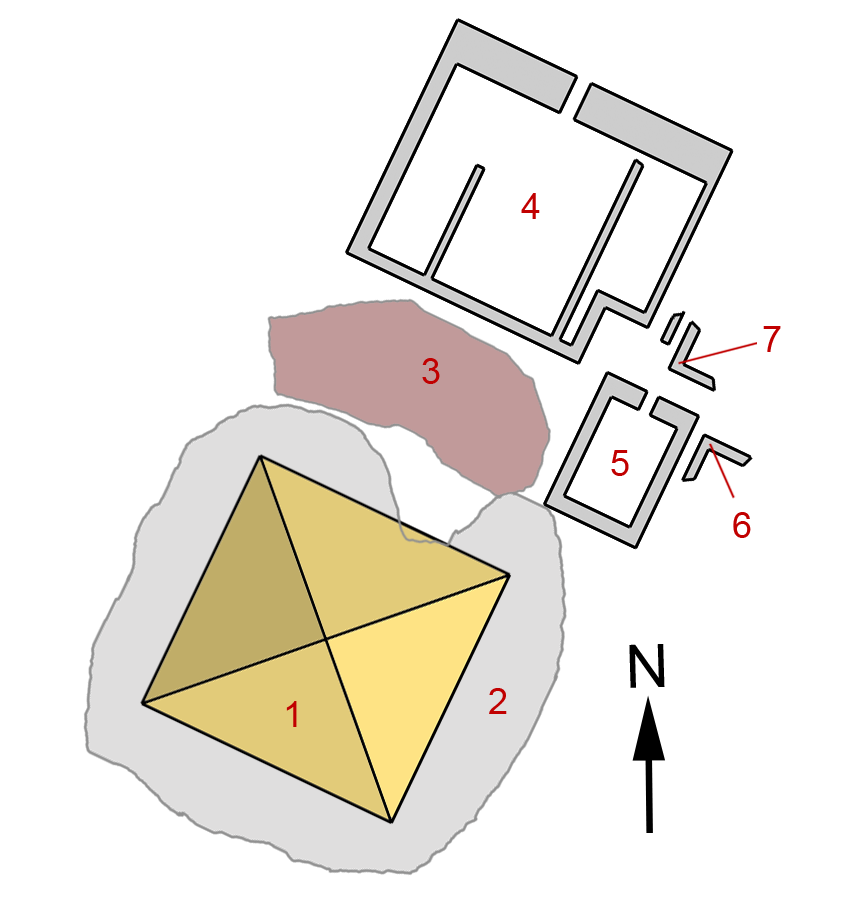
План пирамиды Яхмоса I.

Пирамида Яхмоса I — пирамида древнеегипетского фараона Яхмоса I (1550—1525 годы до н. э.), возведённая в храмовом комплексе Абидос. Это единственная известная египетская пирамида, изначально возведённая в качестве кенотафа, а не гробницы. Пирамида Яхмоса является также последней построенной в Древнем Египте пирамидой, поскольку после правления этого фараона последующих правителей страны в пирамидах более не погребали. Большая часть пирамиды к настоящему времени разрушена и представляет собой плоскую осыпь холма и немногочисленные руины. Название «Пирамида Яхмоса» в научной литературе часто относится ко всему комплексу.
Храмовый комплекс Абидос был впервые описан Артуром Мейсом и Чарльзом Каррелли в ходе экспедии 1899—1902 годов, профинансированной Обществом исследования Египта; пирамида тогда была впервые научно описана. Данная работа, однако, была фрагментарной и представляла собой лишь поверхностный обзор устройства пирамиды и её структур. Раскопки концентрировались на храме пирамиды. Мейс, кроме того, прокопал тоннель под пирамидой с целью обнаружить какой-либо фундамент. Каррелли проводил исследования в данном регионе до 1904 года.
В 1993 году Стивен Харви предпринял новые раскопки на территории комплекса, в результате которых были обнаружены различные фрагменты рельефа, которые помогли определить назначение пирамиды в качестве храма Тетишери. Во время раскопок также были обнаружены руины нескольких зданий храмового комплекса.

## Строительство
После победы над гиксосами, правившими Египтом на протяжении более 100 лет, Яхмос I получил полную власть над всей страной (Верхним и Нижним Египтом) и, таким образом, основал Новое царство. Движущей силой усилий по объединению империи, похоже, была бабушка Яхмоса Тетишери.
Хотя Абидос был важным местом для культовых сооружений и гробниц с ранней истории Египта, пирамида Яхмоса была первой великой пирамидой, построенной здесь. Однако различные правители 17-й династии владели здесь могилами в виде небольших пирамид, длина основания которых, однако, не превышала 10 м. Структура пирамиды и храмового комплекса Яхмоса принципиально отличалась от всех более ранних пирамидальных комплексов, так как здесь не соблюдалась типовая схема долинного храма, подъездной дороги, храма-пирамиды и пирамиды. С помощью террасного храма и гробницы Осириса в структуру комплекса пирамиды были внесены новые элементы.
Настоящая оригинальная гробница Яхмоса, которую еще не нашли, вероятно, находилась в Дра Абу эль-Нага. Возможно, это небольшая пирамида, обнаруженная Гербертом Э. Уинлоком в 1913 году, но другие исследователи также приписывают эту гробницу предшественнику Яхмоса Камосу или его возможному сыну Яхмосу Сапаиру. Его мумии и мумии его бабушки Тетишери были найдены в кладбище Дейр-эль-Бахари, куда они были доставлены во времена 22-й династии для защиты от грабителей могил.
Культ Яхмоса вокруг этой пирамиды и храмового комплекса подтверждается стелой, существовавшей около 300 лет до времен Рамзеса II. Надпись свидетельствует о том, что процессионная лодка культа Яхмоса использовалась местными жителями как оракул обожествленного царя.

## Комплекс
Для комплекса была выбрана конструкция, никогда ранее не использовавшаяся при строительстве пирамид. В то время как обычная структура состояла из долинного храма в области границы растительности и пирамиды дальше в пустыне, пирамида здесь с соответствующими храмами была устроена в конце комплекса со стороны долины около границы разлива Нила. Далее в пустыне находились меньшая пирамида кенотафа, а также гробница Осириса и храм на террасе. Структура вытянутого комплекса напоминает гробницу Осириса Сесостриса III. в Абидосе. Компоненты расположены вдоль линии и, вероятно, были соединены прямой дорогой, которая, однако, больше не может быть обнаружена. Окружающей стены, как это часто бывает в более ранних комплексах пирамид, найти не удалось.

### Храмовый комплекс
Храм находился на северной стороне пирамиды, но не примыкал к ней. У здания были толстые стены и проход во двор посередине, позади которого могла быть колоннада из колонн. Рядом с входом было две ямы, каждая из которых могла быть засажена деревом. Харви нашел более 2000 фрагментов нарисованных рельефов в районе храма, на которых изображены мотивы битвы Яхмоса против гиксосов, и они украшали храм. На фотографиях изображены самые старые известные изображения лошадей с колесницами в Египте.
Другой небольшой храм («Храм А») находился на северо-восточном углу и использовался для поклонения Яхмосу, его жене и сестре Яхмосе Нефертари. Из-за своего местоположения некоторые исследователи приняли это здание за культовую пирамиду. Сразу к востоку от него находятся остатки другого храма («Храм Б»), к которому приписан Яхмос. Более крупный храм («Храм C») расположен к северу от него и граничит с храмом-пирамидой, который принадлежит Яхмосу-Нефертари.
К востоку примыкают руины коммерческого или административного здания. Однако восточные части строительного комплекса застроены современным мусульманским кладбищем и поэтому недоступны для исследования.

### Пирамида Тетишери
На полпути между пирамидой Яхмоса и храмом на террасе находятся остатки кирпичного сооружения с основными размерами 21 м × 23 м, которое первоначально было идентифицировано как святыня бабушки Яхмоса Тетишери на основании найденных там надписей. Точно так же в 1902 году в руинах была найдена стела (CG 34002), которая относится к пирамиде и храму Тетишериса. На надписях на нём Яхмос сообщает жене о планах воздвигнуть мемориальную пирамиду своей бабушке, похороненной в Фивах.
В то время, когда стела была найдена, предполагалось, что название пирамиды будет только символическим, поскольку руины еще не были идентифицированы как пирамидальная структура. Согласно надписи, сад и искусственно созданное озеро еще не доказаны археологическими исследованиями. Более поздняя работа Харви показала, что структура на самом деле представляет собой пирамиду. Но что необычно, так это то, что он был построен на фундаменте из казематов из сырцового кирпича, заполненных щебнем. Коридор выходит на середину фундамента каземата. Во время этих раскопок были также обнаружены фрагменты пирамиди, с помощью которых стало возможным доказательство того же угла наклона, что и у пирамиды Яхмоса. Эти находки позволили объяснить название пирамиды этого сооружения в тексте упомянутой стелы. Кроме того, вокруг небольшой пирамиды было обнаружено ограждение из сырцовых кирпичей размером 90 х 70 м. Внутри ограды находилось несколько небольших построек, назначение которых пока не выяснено.

### Гробница Осириса
В южной части комплекса находилась гробница Осириса Яхмоса. Он представлял собой символическую гробницу бога мертвых Осириса, тело которого, расчлененное в древнеегипетском мифе, было разбросано по всей стране. Его также можно рассматривать как символ подземного мира. Гробница Осириса была похожа на гробницу Сесостриса III. похоже, но исполнено очень небрежно и грубо. Входная яма была очень невзрачной и мало чем отличалась от могилы обычного человека. Извилистый подземный ход был грубо высечен в скале внизу. Вскоре после входа были две небольшие боковые камеры. В середине маршрута коридор достигал зала с 18 столбами, оставленными в скале, высота которых только соответствовала высоте коридора. За холлом коридор круто уходил в простой грот. Стены комнат и коридоров не шлифовали и не украшали. Гробница Осириса выровнена поперек линии ориентации от пирамиды до террасы храма, на которой расположены постройки комплекса.

### Терраса - храм
В южном конце был храм с террасой перед отвесной стеной скал. В этом храме были обнаружены погребенные подношения в виде керамических сосудов, моделей лодок и каменных ваз. В храм можно было попасть по лестнице, состоящей из нескольких ступенек и трапециевидных помещений. Наверху коридор вел на юг к небольшой камере, в которой предположительно находилась статуя правителя, установленная на пьедестале.